# Селькова
Селькова — деревня в Кудымкарском районе Пермского края. Входила в состав Ленинского сельского поселения. Располагается юго-западнее от города Кудымкара. Расстояние до районного центра составляет 20 км. По данным Всероссийской переписи населения 2010 года, в деревне не было постоянного населения.

## История
По данным на 1 июля 1963 года, в деревне проживало 40 человек. Населённый пункт входил в состав Верх-Юсьвинского сельсовета.